# Cupido patala
Cupido patala är en fjärilsart som beskrevs av Vincenz Kollar 1848. Cupido patala ingår i släktet Cupido och familjen juvelvingar. Inga underarter finns listade i Catalogue of Life.